# کندن (اورگن)
کندن (به انگلیسی: Condon ) شهری در شهرستان گیلیم ایالت اورگن است و در سرشماری سال ۲۰۱۱ میلادی، ۶۸۲ نفر جمعیت داشته که نسبت به سال ۲۰۱۰، ۱٫۱۷ درصد رشد جمعیت داشته‌است.